# Пятый (фрегат, 1774)
«Пятый» — парусный 42-пушечный фрегат Азовской флотилии и Черноморского флота Российской империи.

## Описание фрегата
Один из трёх парусных фрегатов одноимённого типа. Длина судна составляла 38,4 метра, ширина — 9,2 метра, а осадка — 3,4 метра. Вооружение судна состояло из 42-х орудий, а экипаж из 250-ти человек.

## История службы
Фрегат был заложен на Новохопёрской верфи 14 января 1774 года, спущен —  26 апреля того же года, вошёл в состав Азовской флотилии. Строительство вёл корабельный мастер И. И. Афанасьев.
В апреле 1777 года был переведён с Дона в Таганрог. 7 августа 1777 года ходил в Феодосию, после чего выходил в крейсерство к берегам Крыма. В 1778 году в составе отряда выходил в крейсерство в Чёрное море к берегам Крыма и Таманского полуострова, при этом отряд готовился для отражения нападения турецкого флота. С 1779 года стоял на ремонте. В мае 1783 года переведён в состав Черноморского флота.
В 1785 году в Херсоне фрегат был разобран.

## Командиры
В разное время командирами фрегата служили:
- П. С. Дмитриев (с 1774 года по август 1777 года).
- П. В. Маленков (с августа 1777 года).
- Е. Е. Тет (1778—1780 годы).